# John Akii-Bua
John Akii-Bua (né le 3 décembre 1949 à Abako et mort le 20 juin 1997 à Kampala) est un athlète ougandais, spécialiste du 400 mètres haies.
Premier champion olympique de son pays en 1972 à l'occasion des Jeux de Munich, il bat à cette occasion le record du monde de la discipline en 47 s. 82, qu'il détient jusqu'en 1976. Il est aussi, dans le stade olympique de Munich le 2 septembre 1972, le premier athlète de l'histoire à effectuer un tour d'honneur drapeau en mains. Cela deviendra par la suite une tradition aux Jeux olympiques, et dans les autres grandes compétitions.

## Biographie

### Débuts
Originaire de la tribu des Lango, dans le Nord de l'Ouganda, John Akii-Bua naît en 1949 à Abako, membre d'une famille comptant quarante-trois frères et sœurs.
Il est repéré en 1968 par l'entraîneur britannique Malcolm Arnold au cours des championnats de l'Est africain, à Dar es-Salaam, compétition dans laquelle il réalise le temps de 14 s 4 sur 110 mètres haies, et 53 s 7 sur 400 mètres haies pour ce qui constitue la première course de sa carrière dans cette épreuve. Arnold le convainc alors de poursuivre l'expérience du 400 m haies, son record personnel de 14 s 2 sur 110 m haies ne lui permettant pas d'accéder aux sélections internationales. Il ne parvient pas à se qualifier pour les Jeux olympiques de 1968.
En 1970, il participe aux Jeux du Commonwealth d'Édimbourg, en Écosse, et se classe quatrième de l'épreuve du 400 m haies dans le temps de 51 s 14. L'année suivante, il améliore à plusieurs reprises son record personnel en le portant à 50 s 2 le 3 mai 1971 à Tel Aviv sur une piste en cendrée, puis en descendant pour la première fois de sa carrière sous les 50 secondes en 49 s 2, à Durham, au cours de la rencontre d'athlétisme Afrique-États-Unis.

### Jeux olympiques de 1972
Son manque d'expérience ne lui permet pas d'envisager les Jeux olympiques de 1972 comme un des grands favoris. Pourtant, le 2 septembre 1972 au Stade olympique de Munich, situé au couloir n°1, John Akii-Bua remporte la finale en 47 s 82, améliorant de 7/10e le record du monde du Britannique David Hemery établi quatre ans plus tôt aux Jeux de Mexico, et devenant le premier athlète à descendre sous les 48 secondes sur 400 m haies. Premier sportif ougandais à remporter un titre olympique, il devance sur le podium l'Américain Ralph Mann, médaillé d'argent en 48 s 51, et David Hemery, troisième en 48 s 52. John Akii-Bua fut alors le premier à effectuer un tour d'honneur de stade avec un drapeau.
En 1973, il remporte le titre des Jeux africains à Lagos, au Nigeria, dans le temps de 48 s 54.
Le boycott des Jeux olympiques d'été de 1976 par les pays africains l'empêche de participer à cette manifestation.
En 1978, il obtient la médaille d'argent aux Jeux africains d'Alger, devancé par le Kényan Daniel Kimaiyo.
Il participe aux Jeux olympiques de 1980 à Moscou, où il s'incline en demi-finale.

### Après-carrière
Malgré son appartenance à l'ethnie lango, persécutée par le gouvernement, Akii-Bua est dès lors une célébrité nationale, ce qui lui confère un degré de protection.
Akii-Bua fuit le pays et vit dans un camp de réfugiés au Kenya. Il est secouru grâce à son équipementier, Puma, et s'installe en Allemagne jusqu'à la chute du régime d'Idi Amin Dada en 1979.
Akii-Bua revient dans son pays et meurt en 1997 d'une longue maladie. Il laisse dans une certaine misère onze enfants. Il eut droit à des funérailles nationales.

## Palmarès
| Date | Compétition          | Lieu      | Résultat | Épreuve     | Performance  |
| ---- | -------------------- | --------- | -------- | ----------- | ------------ |
| 1970 | Jeux du Commonwealth | Édimbourg | 4e       | 400 m haies | 51 s 14      |
| 1972 | Jeux olympiques      | Munich    | 1er      | 400 m haies | 47 s 82      |
| 1973 | Jeux africains       | Lagos     | 1er      | 400 m haies | 48 s 54      |
| 1973 | Jeux africains       | Lagos     | 3e       | 4 x 400 m   | 3 min 7 s 99 |
| 1978 | Jeux africains       | Alger     | 2e       | 400 m haies | 49 s 55      |
| 1978 | Jeux africains       | Alger     | 2e       | 4 x 400 m   | 3 min 4 s 20 |

## Records
| Épreuve     | Performance | Lieu       | Date             |
| ----------- | ----------- | ---------- | ---------------- |
| 400 m haies | 47 s 82     | Munich     | 2 septembre 1972 |
| 400 m       | 45 s 82     | Düsseldorf | 8 juin 1976      |